# Drametse Ngacham
Le Drametse Ngacham est une danse rituelle bhoutanaise datant du seizième siècle et exécutée dans un monastère. Les danseurs sont masqués et un orchestre notamment constitué de tambours les accompagne. Le Drametse Ngacham est proclamé patrimoine culturel immatériel en 2005, avant d'être inscrit sur la liste représentative du patrimoine culturel immatériel en 2008, à la suite d'une décision de l'Unesco.

## Description et histoire
Le Drametse Ngacham, ou danse des tambours de Drametse, est rattaché au Drametse Lhakhang, site religieux. Il est construit par Ani Cheten Zangmo, petite-fille de Péma Lingpa, dans le but de diffuser les enseignements Nyingmapa dans l'est. C'est dans ce monastère qu'est dansé le Drametse Ngacham, qui apparaît au seizième siècle. Chorégraphiée pendant cette période au monastère Drametse, dans l'Est du Bhoutan, elle est issue de la vision qu'eut un saint des cieux d'un gourou Rinpoché, Padmasambhava. Selon la tradition, des héros et héroïnes célestes la dansaient. Au dix-neuvième siècle, le drametse ngacham se répand dans d'autres régions du Bhoutan. Elle est présentée, pendant l'époque contemporaine, à plusieurs festivals, notamment celui de Drametse qui se tient deux fois par an. Toutefois, malgré son succès, le Drametse Ngacham connaît un déclin, du fait d'un désintérêt croissant des jeunes. 
Douze hommes (ou seize, d'après la description de l'Unesco) vêtus de jupes jaunes monacales et portant des masques animaliers, qui représentent des animaux réels ou légendaires battent des tambours tout en dansant. Symbolisant l'entourage du Gourou Rinpoche , ils célèbrent la victoire de la religion. La danse se compose de deux parties : la première, lente, montre les dieux calmes, alors que la seconde, plus rapide, les met en scène en colère. Dans le soeldep cham, ce qui se traduit par tombeau principal, la cérémonie commence par une danse de prière. La suite de cette danse s'effectue dans la cour, les danseurs apparaissant l'un après l'autre. L'orchestre accompagnant la danse est constitué de dix hommes jouant des cymbales, des trompettes et du tambour : parmi ceux-ci, on compte le bang nga, grand tambour en forme de cylindre, le lag nga, petit tambour circulaire plat tenu à la main, et le nga chen, tambour frappé avec un bâton courbé.

## Intégration du patrimoine culturel immatériel
Le Drametse Ngacham intègre en 2005 le patrimoine culturel de l'Unesco, par proclamation, avant d'être classé patrimoine culturel immatériel en 2008, à la suite d'une décision de l'UNESCO. La description rédigée par cette organisation évoque une valeur nationale, culturelle et religieuse, ajoutant que les habitants de villages environnants y assistent pour des bénédictions.